# Manuel José Ossandón
Manuel José Ossandón Irarrázabal (Viña del Mar, 24 de agosto de 1962) es un técnico agrícola y político chileno. Desde marzo de 2022, se desempeña como senador de la República en representación de la 7ª Circunscripción (Región Metropolitana de Santiago), elegido en las elecciones parlamentarias de 2021, para el periodo legislativo 2022−2030. Previamente, ejerció el mismo cargo, pero en representación de la Circunscripción 8, Santiago Oriente durante el periodo 2014−2022. Desde el 26 de marzo de 2025, ejerce como Presidente del Senado de Chile.
Es militante del partido de Renovación Nacional (RN), aunque se mantuvo como independiente entre julio de 2016 y julio de 2017, cuando regresó a la colectividad. Fue alcalde de las comunas santiaguinas de Pirque, entre 1992 y 2000 —durante dos periodos consecutivos—, y de Puente Alto, entre 2000 y 2012 —durante tres periodos consecutivos—. Su trayectoria ha estado marcada por una línea social-conservadora.
En julio de 2017 fue precandidato presidencial de la coalición de centroderecha Chile Vamos, presentándose a la primaria de la coalición, donde obtuvo el segundo lugar tras el expresidente de la República, Sebastián Piñera.

## Familia y estudios
Nació en Viña del Mar, el 24 de agosto de 1962. Hijo de Roberto Ossandón Valdés y de Ximena Irarrázabal Correa, es hermano de la también política RN Ximena Ossandón. Está casado con Paula Lira Correa —con quien tiene ocho hijos: Manuel José (quien ejerció como miembro de la Convención Constitucional), Paula, Benjamín (sacerdote), Nicolás, Jacinta, Pedro Pablo, Juan Diego y María—.
Realizó sus estudios primarios y secundarios en los colegios Tabancura y Sagrados Corazones en Santiago de Santiago. Al finalizar la enseñanza media, hizo sus estudios superiores ingresando en el Instituto Nacional de Capacitación Profesional  INACAP, donde obtuvo el título de técnico agrícola, realizando posteriormente un diplomado en administración de empresas en la Universidad Adolfo Ibáñez (UAI).
Entre 1982 y 1992, se desempeñó como agricultor y gerente agrícola de la «Sociedad Agrícola Santa Magdalena Ltda».

### Vida personal
El 18 de mayo de 2020 confirmó que había dado positivo para el examen de COVID-19 durante la pandemia por la enfermedad de coronavirus. Una vez recuperado, volvió a contraer el virus.

## Carrera política

### Inicios y alcaldía de Puente Alto

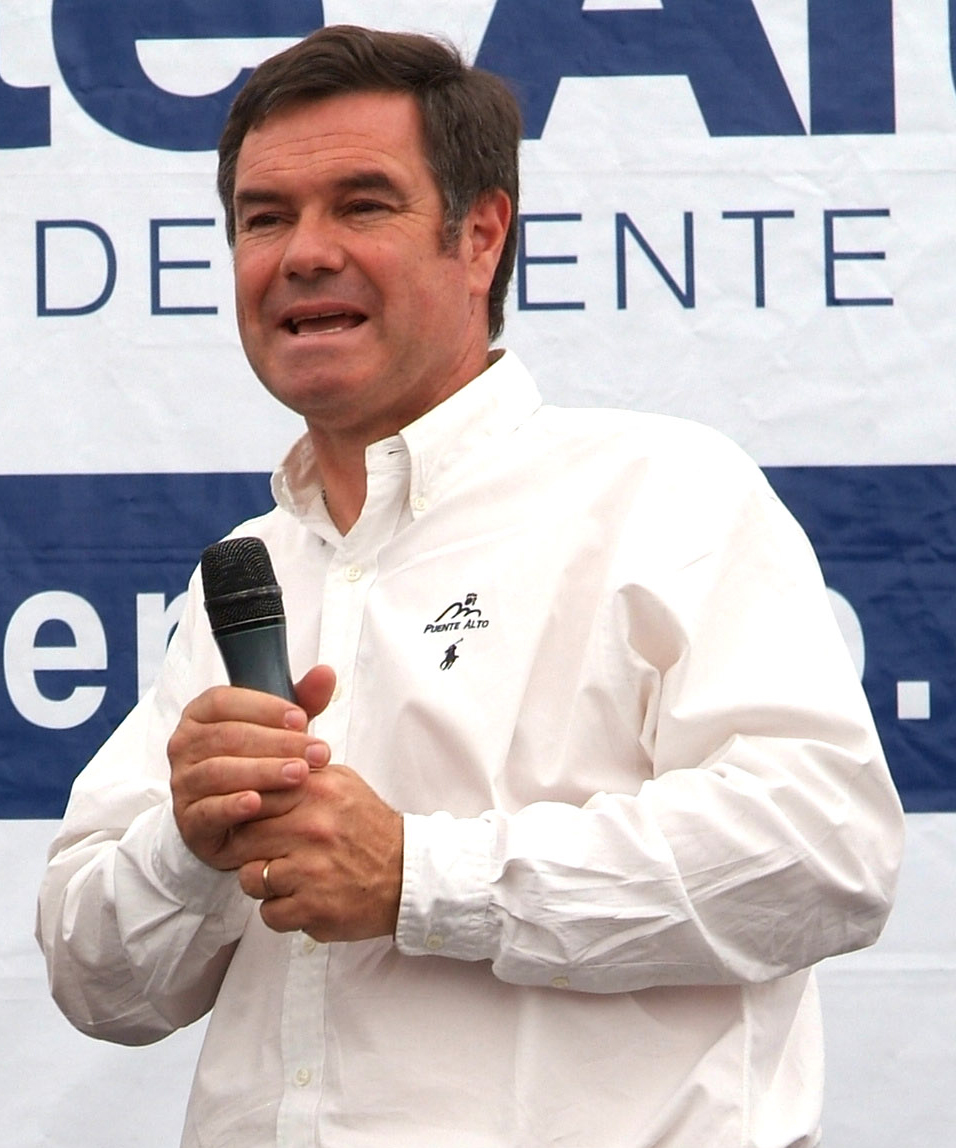
Ossandón en 2010, entonces alcalde de Puente Alto.

Militante del partido Renovación Nacional (RN) desde 1987, donde ha ejercido varios cargos. Fue uno de los vicepresidente de la colectividad en los periodos 2008−2010, 2010−2012 y 2012−2014.
Fue alcalde de Pirque durante dos periodos consecutivos (desde 1992 hasta 2000), obteniendo el 22 % de los votos en la primera elección y alcanzando el 65 % en la segunda. 
También fue alcalde de Puente Alto durante tres periodos consecutivos (entre 2000 y 2012): en los comicios de 2000, ganó con el 45 %; luego en 2004 fue reelecto con el 60 % de los votos, y en 2008 alcanzó su tercer mandato con el 70 % de los votos.
En 2007, comenzaría a cobrar notoriedad por sus críticas a la implementación del Transantiago, al expresar que "los municipios no fuimos consultados sobre los recorridos de los buses, el Gobierno trata de endosar su responsabilidad y lavar sus manos",pues su —muy populosa— comuna no fue incluida, e incluso la presidenta Michelle Bachelet comentó que «hace bien a la gente caminar 300 ó 400 metros para tomar el Metro», lo cual fue criticado por Ossandón debido a las menores condiciones de seguridad con las que disponía Puente Alto.

### Senador
En abril de 2012, anunció que no se presentaría a las elecciones municipales a la reelección por la alcaldía de Puente Alto y que en cambio postularía al Senado por la circunscripción n° 8 (Santiago-Oriente) en noviembre de 2013. En las elecciones de ese año, Ossandón fue elegido senador —junto a Carlos Montes Cisternas (PS)—, obteniendo la primera mayoría de la circunscripción con 317.311 votos, equivalentes al 24,43 % de los sufragios válidos totales.
Asumió como senador el 11 de marzo de 2014 siendo destacado en 2015 como el senador que más proyectos presentó del Senado en ese año. En su periodo integró desde el 1 de abril de 2014 al 10 de marzo de 2018, las comisiones permanentes de Vivienda y Urbanismo; y de Transportes y Telecomunicaciones. Mientras que desde el 7 de mayo de 2014 hasta el 10 de marzo de 2018, formó parte de la Comisión Permanente de Derechos Humanos, Nacionalidad y Ciudadanía; y a partir del 11 de marzo de 2015 al 10 de marzo de 2018, formó parte de la Comisión Permanente de Régimen Interior. Desde el 20 de marzo de 2018, fue integrante de la Comisión Permanente de Régimen Interior; y a contar del 21 del mismo mes, la de Relaciones Exteriores.
A contar del 3 de abril de 2018, integró la Comisión especial encargada de tramitar proyectos de ley relacionados con los niños, niñas y adolescentes. Infancia y del 8 de mayo del mismo año, integró la Comisión Comisión Especial de Zonas Extremas y Territorios Especiales. Asimismo, formó parte a contar del 9 de septiembre y 12 de diciembre de 2018, de las comisiones Bicameral del artículo 66 de la Ley Orgánica Constitucional (LOC) Congreso Nacional y Bicameral del artículo 66A de la LOC Congreso Nacional, respectivamente.
En agosto de 2021, inscribió su candidatura a la reelección al Senado en representación de su partido, dentro del pacto «Chile Podemos Más», pero esta vez por la nueva Circunscripción 7 de la Región Metropolitana, por el periodo 2022-2030. En las elecciones parlamentarias de noviembre del mismo año, obtuvo la reelección con 280.436 votos, correspondientes al 10,56% del total de los sufragios emitidos válidamente, consiguiendo la segunda mayoría en la Circunscripción dicha.
Asumió el cargo el 11 de marzo de 2022, y desde el 23 de marzo de 2022, pasó a integrar la Comisión Permanente de Economía. Asimismo, continúa en las comisiones permanentes de Régimen Interior; Gobierno, Descentralización y Regionalización. Como también, integra la Comisión Especial Bicameral del artículo 66A de la LOC Congreso Nacional; Bicameral del artículo 66 de la LOC Congreso Nacional; Especial encargada de tramitar proyectos de ley relacionados con los niños, niñas y adolescentes. Infancia y Especial de Zonas Extremas y Territorios Especiales.

#### Labor parlamentaria
Ha presentado más de un centenar de proyectos de ley en diversas materias relativas a la protección de la infancia, seguridad alimentaria, transportes y telecomunicaciones, vivienda, protección del consumidor, adulto mayor, protección del orden público y conservación del medio ambiente, entre otras. De los proyectos presentados, actualmente se han convertido en ley de la república los siguientes; Ley n.º 20.898 que establece un procedimiento simplificado para la regularización de viviendas de autoconstrucción; Ley n.º 20.868 que modifica el decreto ley n.º 2.833 en materia de alzamiento de prohibiciones de gravar, enajenar y celebrar actos y contratos en viviendas financiadas mediante subsidio habitacional; Ley n.º 21.062 que modifica el artículo 37 de la ley n.º 19.496, sobre protección de los derechos de los consumidores, a fin de establecer nuevas obligaciones a los proveedores de crédito y a las empresas de cobranza extrajudicial; Ley n.º 21.119 que modifica la Ley General de Telecomunicaciones para establecer sanciones a la decodificación ilegal de los servicios limitados de televisión; Ley n.º 21.147 que modifica el numeral 1 del artículo 75 de la Ley de Tránsito, relativo al uso de vidrios oscuros o polarizados en vehículos motorizados; Ley n.º21.035 que modifica la Ley General de Telecomunicaciones en lo relativo a las notificaciones durante la tramitación del otorgamiento de concesiones; Ley n.º 21.108 que Modifica decreto ley n.º2.695, de 1.979, para resguardar derechos de terceros en relación con la regularización de la pequeña propiedad raíz y; Ley n.º 21.179 que establece la obligación de etiquetar en los envases el origen y el tipo de la leche y otros productos lácteos.

### Precandidatura presidencial en 2017
El 13 de julio de 2016, oficializó ante el Servicio Electoral su renuncia tras casi treinta años de militancia a Renovación Nacional, debido a sus aprensiones con la conducción del partido y para iniciar una precandidatura —en sus propias palabras yendo «a primarias o a primera vuelta»— para la elección presidencial de 2017. En octubre de 2016 anunció que ya había reunido las 35 mil firmas que necesitaría en caso de que finalmente decidiera presentarse de manera independiente a la elección presidencial de 2017, sin embargo, en noviembre confirmó su participación en las elecciones primarias presidenciales de la coalición opositora Chile Vamos. Tras un año de mantenerse como independiente, el 24 de julio de 2017, volvió a militar en Renovación Nacional.

#### Propuestas y posturas políticas
El 4 de junio de 2017, durante su participación en el programa Tolerancia cero del canal de televisión Chilevisión, en el cual fue invitado en su condición de precandidato presidencial, declaró desconocer el Acuerdo de París, mientras fue la principal noticia internacional de la semana debido al anuncio del presidente de Estados Unidos, Donald Trump, de retirarse de dicho acuerdo. El periodista Fernando Paulsen le recordó además que había votado a favor del acuerdo en su posición de senador durante el año 2016.
En el mismo programa Ossandón realizó una serie de declaraciones respecto a diversos temas como; el matrimonio igualitario donde señaló que «Las creencias no se separan de los derechos. Y yo creo que el matrimonio es entre un hombre y una mujer», además señalando que siempre le preguntan temas «del marruecos  [sic] para abajo». Sobre el conflicto mapuche señaló que «La propuesta es que el Estado de derecho se va a recuperar en un 100 % y si hay que meter balas, hay que meter balas al que sea terrorista». Ante un posible fallo negativo en la demanda marítima de Bolivia en La Haya señaló que «No lo había pensado, no sé. La verdad es que no sé cuál es la implicancia legal, esa es la verdad». Sus declaraciones generaron amplias críticas, incluyendo en su propia coalición política —Chile Vamos— donde se cuestionó la preparación de Ossandón para ser presidente y la urgencia de informarse mejor, como también la falta de condiciones personales para tal desafío.